# Blocus de Mayence
Pour les articles homonymes, voir Blocus (homonymie).
Cet article possède un paronyme, voir Siège de Mayence.
Première Coalition
Batailles
Le blocus de Mayence désigne le siège de onze mois qui, en 1794-1795, a été un échec de l'armée française devant la forteresse de Mayence, l'une des plus fortes places du Saint-Empire romain germanique, Luxembourg exceptée. Mayence était la dernière forteresse tenue par les Autrichiens dans la République cisrhénane. Elle est libérée de la pression des armées de la République française par une manœuvre habile du général autrichien, le feldmaréchal Clerfayt.

## Précédents
Avant la conquête française, la Cisrhénanie était une mosaïque de plusieurs dizaines d'États, membres du Saint-Empire romain germanique. Mayence est prise presque sans coup férir par les armées françaises à partir de 1792. Reprise par les coalisés en 1793 après trois mois de siège (avril-juillet), elle est de nouveau investie par les troupes françaises en 1794, qui établissent un siège en bonne et due forme. 

## Le siège par les troupes françaises
Les lignes de Mayence commencent sur la rive gauche à Laubenheim, Weisenau, Hechtsheim (général Courtot avec 9 000 hommes), Marienborn (général Gouvion-Saint-Cyr avec 6 800 hommes), Ober-Olm (général Mengaud avec 6 700 hommes), Gonsenheim (général Reneauld avec 8 200 hommes), Mombach; sur la rive droite Cassel, Mainz-Kostheim. Le quartier général devant Mayence où Merlin de Thionville résidait était à Ober-Ingelheim,
Les Français travaillent depuis le mois d'octobre 1794 à une ligne retranchée, qui cerne la place forte de Mayence sur la rive gauche du Rhin. L'aile droite de cette ligne commence sur les hauteurs de Laubenheim à quelque distance du fleuve ; elle s'étend en direction droite sur la crête des hauteurs vers l'ouest, passe par Hechtsheim, se dirige au-delà de Marienborn, où elle forme un angle obtus en se tournant vers le nord, et se prolonge transversalement par les hauteurs de Drais et de Finthen vers le ruisseau de Gonsenheim ; du village retranché de Gonsenheim, l'aile gauche va par les hauteurs de Mombach, et se dirige enfin, entre ce village et Budenheim, jusqu'au bas du Rhin.
Devant l'aile droite et le centre de cette ligne sont élevées plusieurs redoutes isolées, dont quelques-unes sont enfermées par des palissades, et ces redoutes sont jointes entre elles et avec le rempart principal au moyen d'une triple rangée de trous de loup. C'est ce qui a surtout lieu sur le plus haut point de la position, entre Laubenheim et Hechtsheim. Du centre vers Bretzenheim s'étend, entre Marienborn et Gonsenheim, une ligne plus courte et plus récente, qui n'est que commencée.
Toute la ligne est garnie de 160 à 200 pièces d'artillerie, dont la moitié est de gros calibre. L'armée destinée à faire le blocus, sous les ordres du général Schaal, est composée des 4 divisions Courtot, Gouvion St. Cyr, Mengaud et Reneauld ; elle est forte de 52 bataillons et de 23 escadrons, et compte le jour de la bataille 33 000 hommes. Ces troupes sont distribuées le long de la ligne de la manière suivante : 
- division Courtot de Laubenheim à Hechtsheim ; le quartier du général de division est à Bodenheim ;
- division St. Cyr, de Hechtsheim à Marienborn ; le quartier du général de division est à Nieder-Olm ;
- division Mengaud entre Marienborn et Gonsenheim ;
- division Reneauld entre Gonsenheim et Mombach jusqu'au Rhin. La cavalerie est distribuée dans des quartiers dans les villages situés sur la Selz. Le quartier général du commandant en chef Schaal est dans le village de Ober-Ingelheim, à 2 lieues de distance.

## Les forces autrichiennes
Les forces des troupes autrichiennes destinées, à l'attaque, sous les ordres du feldmaréchal Clerfayt sont de 28 bataillons, 32 compagnies, 33 escadrons, 30 600 hommes, dont 5 118 cavaliers. Clerfayt, dont l'armée arrive le 28 octobre près de Wiesbaden, se rend le 27 incognito à Mayence, et fait la reconnaissance des lignes des Français sur la rive gauche du Rhin ; il remarque la grande faute qu'ont faite ces derniers, d'avoir laissé ouvert le Thalgrund (fond de la vallée), situé entre Laubenheim et le fleuve, et large de 1500 pas, et projette d'après cela son plan d'attaque pour le 29 octobre. Ce plan est en général le suivant : d'attirer, à la pointe du jour, par des fausses attaques sur Mombach et Gonsenheim, l'attention de l'ennemi sur son aile gauche, et de diriger immédiatement après l'attaque principale contre l'aile droite. Une petite colonne devra passer le Rhin et tourner Laubenheim ; une grande colonne se portera, par le défilé de Weisscnau et ensuite par Laubenheim, contre le flanc droit de la position de l'ennemi ; une troisième marchera en front à l'assaut des hauteurs près de Hechtsheim et de Heiligen-Kreuz (Ste. Croix). Tandis que, sur ce point, on se rendra maître de la clef de la position, des forces considérables achèveront de tourner l'aile droite de l'ennemi, et l'attaque sur les derrières sera continuée avec la plus grande vigueur.
Dans ce but, le feldmaréchal Clerfayt distribue son armée en colonnes, comme suit :
1. colonne sur les chaloupes canonnières, sous les ordres du major Williams: 7 compagnies, destinées à aborder au-dessus de Laubenheim el à attaquer ensuite Bodenheim ;
2. 1re grande colonne, sous les ordres du général de Neu : 9 bataillons, 8 compagnies, 6 escadrons, 3 batteries de pièces de 12; cette colonne est destinée à prendre Laubenheim et les hauteurs les plus proches ;
3. 2e grande colonne sous les ordres des généraux Staader et Brugglach: 8 bataillons, 5 compagnies, 4 escadrons, et 2 batteries de gros calibre; cette colonne a pour ordre de marcher à l'assaut des hauteurs de Hechtsheim ;
4. 3e grande colonne ou réserve, sous les ordres du général comte Collorédo-Wels: 5 bataillons, 3 compagnies, 22 escadrons et 3 batteries; cette colonne doit prendre Bretzenheim, et faire ensuite des démonstrations contre le centre de l'ennemi ;
5. colonne accessoire, sous les ordres du lieutenant-colonel Klein: 1 bataillon, chargé de faire du Hartenberg une fausse attaque sur Gonsenheim ;
6. colonne accessoire, sous les ordres du major de Montbach: 1 bataillon, 2 compagnies; cette colonne a l'ordre de faire de la Hartmuhle des fausses attaques sur le village de Mombach ;
7. le général-major prince de Hohenlohe-Ingelfingen, qui se trouve avec 7 compagnies sur la rive droite du Rhin, fait passer le fleuve à ses troupes près de Walluf, et dirige une attaque sur Budenheim ; il contribue de cette manière à la réussite de tout le plan, sans que sa coopération ait été prévue dans la disposition ;
8. 4 bataillons de grenadiers sont placés dans la forteresse avec l'ordre de se tenir prêts à agir en cas de besoin.

## Déroulement
Dans la nuit du 29 octobre toutes les troupes autrichiennes destinées à l'attaque, sont en mouvement pour se rendre aux différents points d'où l'attaque doit partir. Les marches se font dans le plus grand silence; un violent vent d'ouest favorise le secret.
Il est défendu de charger les armes à feu. À 8 heures du matin les avant-gardes des grandes colonnes se trouvent sur la ligne des vedettes; derrière celles-ci sont les colonnes elles-mêmes, attendant le signal qui doit être donné près de Monbach pour l'attaque. L'escadre du major Williams, composée de 7 chaloupes canonnières et de 7 navires de transport, navigue encore dans la nuit de Mayence vers la rive gauche, entre la Benzels-Au et la Jacobsberger-Au, et aborde entre le Markhof et Nackenheim, sans rencontrer aucun poste ennemi. Les 7 chaloupes canonnières se postent en travers du fleuve, de sorte que plus tard les Français croient que les Autrichiens ont fait naufrage sur ce point. Les 7 navires de transport prennent position plus bas tout près du lieu de débarquement. L'avant-garde de la 1re grande colonne, sous les ordres du colonel Knesewich, 4 compagnies, 10 escadrons, s'avance par Weisenau et vers Laubenheim. La grande colonne, sous les ordres du général Neu, suit par le Neuthor (porte neuve), et se déploie, en avant et à droite de Weisenau, sur trois lignes en forme d'échelons. 
La 2e grande colonne, sous les ordres du general Staader, sort par le Gautor et la barrière de Marienborn, et se poste par échelons sur trois lignes entre cette barrière, la redoute Elisabeth et les ruines de l'église de Sainte-Croix, de manière que la cavalerie de la troisième ligne s'appuie au ruisseau de Hechtsheim.
L'avant-garde de la 3e grande colonne s'avance par Zahlbach vers Bretzenheim ; la colonne elle-même se déploie sur les deux rives du ruisseau de Hechtsheim, à droite et à gauche de Zahlbach. La colonne accessoire du lieutenant-colonel Klein passe par le Munstertor, et se poste sur le Hartenberg. Un bataillon de la colonne accessoire du major de Mombach prend position près de la Hartmuhle, et deux compagnies de cette colonne près de la tuilerie.
La division française qui tient l'aile droite du dispositif cède le terrain devant la pression autrichienne, elle oblige les trois autres divisions à faire retraite, abandonnant l'artillerie de siège. Clairfayt défait encore les armées françaises à Pfeddersheim (10 novembre), ce qui contribue à faire tomber la garnison française de Mannheim. Un terme est mis à la campagne de 1795.

### Ballon d'observation
Cette bataille voit la seconde utilisation d'un ballon d'observation. Le capitaine Coutelle de la compagnie d'aérostiers peut ainsi observer le dispositif des coalisés. 
Napoléon ne retiendra pas cette innovation, en raison de sa mobilité réduite, incompatible avec le rythme auquel il mène ses opérations.

## Conséquences
Malgré cette victoire des coalisés, et la campagne suivante en 1796-1797 qui était encore à leur avantage, Mayence fut cédée à la France en 1797, au traité de Campo Formio. Les Français annexèrent la rive gauche du Rhin, ce qui fut totalement réalisé en 1801. 
Pour un article plus général, voir Histoire de Mayence.

## Personnalités du blocus de Mayence
- Feld-maréchal de Clairfayt
- Laurent de Gouvion-Saint-Cyr
- François Roch Ledru des Essarts
- Le baron Roch Godart, né le 30 avril 1761 à Arras servit au blocus de Mayence.
- François de Chasseloup-Laubat, appelé devant Mayence en 1795, il fut d'abord chargé de l'attaque du centre, et ensuite du commandement de tous les travaux du siège.
- Jacques Nicolas Bellavène
- Claude Rostollant
- Claude Sylvestre Colaud
- Jean-Baptiste Kléber
- Claude Ignace François Michaud
- Charles-Joseph Carmejane
- Jean-Baptiste Jamin
- Joseph Marie Dessaix
- François Fabre
- Auguste Frédéric Louis Viesse de Marmont
- Jean-Baptiste Jules Bernadotte, ensuite Charles XIV Jean de Suède
- Claude Marie Hervo
- Étienne Heudelet de Bierre
- Jacques Darnaud
- Louis Joseph Lahure
- François Séverin Marceau
- François Aubertin
- Pierre Joseph Farine du Creux
- Pierre Barrois
- Pierre Garnier de Laboissière
- Gabriel Jean Joseph Molitor
- Antoine Laroche-Dubouscat
- Jean-Baptiste Charles Bouchotte (1770 - 1852), officier supérieur du Premier Empire
- Nicolas-Jacques Conté
- Jean-Marie Coutelle
- Charles Daurier
- Gabriel de Bonnay de Breuille
- Paul-Louis Courier, alors officier d'artillerie
- Marc Amand Élisée Scherb
- Pierre-Armand Pinoteau
- 2e régiment de hussards
- 3e régiment de chasseurs à cheval
- 6e régiment de dragons (France)
- 4e régiment de hussards
- 17e régiment d'infanterie de ligne
- 48e régiment d'infanterie de ligne
- 54e régiment d'infanterie de ligne
- 123e régiment d'infanterie de ligne
- Adam Albert de Neipperg
- Franz von Weyrother
- François-Charles de Veyder
- Andreas Freiherr von Neu (1734-1803) gouverneur de Mayence
- Heinrich von Kleist
- Johann Gabriel Marquis du Chasteler de Courcelles